# Blindside
I Blindside sono un gruppo musicale post-hardcore proveniente da Stoccolma, Svezia attivo dal 1994.

## Storia del gruppo
La band si è formata nel 1994 con il nome Underfree ed ha tenuto questo nome per due anni prima di dare alle stampe l'EP di debutto nel 1996. Il primo album, l'eponimo Blindside, è uscito invece nel 1997. Dopo l'uscita di A Thought Crushed My Mind la band si è esibita dal vivo in supporto ai P.O.D. e ha firmato per la Elektra Records.
Nel 2002 ha pubblicato Silence e l'anno seguente ha supportato dal vivo gli Hoobastank. Nel 2004 è uscito l'album About a Burning Fire, che vede la partecipazione di Billy Corgan, membro degli Smashing Pumpkins.
Nell'agosto 2005 è stato pubblicato il successivo album The Great Depression, seguito da un EP dal titolo The Black Rose, diffuso nel giugno 2007. Nel periodo successivo il gruppo ha intrapreso un periodo di pausa. Nel 2011 ha dato la notizia di un nuovo album in arrivo: With Shivering Hearts We Weat è uscito quindi nel maggio 2011.

## Formazione
- Christian Lindskog - voce
- Simon Grenehed - chitarra
- Tomas Näslund - basso
- Marcus Dahlström - batteria

## Discografia
- 1997 - Blindside
- 2000 - A Thought Crushed My Mind
- 2002 - Silence
- 2004 - About a Burning Fire
- 2005 - The Great Depression
- 2011 - With Shivering Hearts We Wait